# Austrolimnophila (Austrolimnophila) munifica
Austrolimnophila (Austrolimnophila) munifica is een tweevleugelige uit de familie steltmuggen (Limoniidae). De soort komt voor in het Australaziatisch gebied.